# SAR 21
SAR 21 (eng. Singapore Assault Rifle - 21st Century; hrv. Singapurska jurišna puška 21. stoljeća) je jurišna puška bullpup dizajna koju je dizajnirala i proizvodi singapurska vojna industrija ST Kinetics (bivši Chartered Industries of Singapore). 1999. godine je uvedena u službu singapurskih oružanih snaga nakon četverogodišnjeg razdoblja razvijanja i testiranja te je postala zamjena za tadašnju licencnu kopiju američke puške M16A1 (M16S1). Mnoge od njenih dizajnerskih značajki su direktno povezane kako bi kod pješaštva nadomjestile nedostatke na M16.
Pušku osim domaće vojske koristi i nekoliko zemalja u okruženju gdje se izvozila. Na američkom civilnom tržištu, pušku je prodavala tvrtka VT Systems, podružnica ST Kineticsa.

## Povijest i razvoj
Od sredine 1980-ih, singapurske oružane snage su imale za cilj zamijeniti postojeću kopiju M16S1 koja je bila u službi od 1973. godine. Nakon toga je vojska 1994. predala nacionalnom Ministarstvu obrane zahtjev za nabavom novog oružja. Kao potencijalna rješenja, preložena je nabava novih M16A2 ili razvoj vlastite puške.
Odlučen je razvoj domaćeg oružja tako da je tvrtka ST Kinetics već 1996. dizajnirala SAR 21 koji je nakon tri godine uveden u vojnu službu. Zajedno s rastućim troškovima održavanja M16S1, pokazalo se da je odluka razvoja vlastitog oružja bila dobra i isplatljivija jer SAR 21 ima niske troškove održavanja.
19. studenog 2002. Tuck Wah Chee i Felix Tsai iz same tvrtke, predali su Američkom patentnom uredu zahtjev za patentiranjem vlastite puške kojoj je dan patentni broj 6.481.144 B1.

## Dizajn
SAR 21 je na dodir hrapav, u njegovoj izradi korišten je polimer a većina proizvodnje vrši se na CNC strojevima s ultrazvučnim zavarivanjem legiranog čelika. Puška koristi modificirani radni mehanizam kojeg je razvio Eugene Stoner što dovodi do veće pouzdanosti i manjeg trzaja. Prozirni okvir omogućava vojniku brzu i preciznu procjenu količine streljiva u njemu.
Također, SAR 21 je prva automatska puška koja se proizvodila s laserskim ciljnikom (LAD napajan jednom AA baterijom) kao standardnom opremom. Prekidač za njegovo uključenje / isključenje nalazi se s lijeve strane rukohvata. Također, ovisno o modelu, SAR 21 uključuje optiku zooma 1,5 i 3x. Sama optika je veoma kvalitetna te se može koristiti i u uvjetima slabog osvjetljenja.
Vizualno, SAR 21 je sličan južnoafričkom Vektoru CR-21 i izraelskom IMI Tavoru TAR-21.

## Nedostaci
Prvotni korisnik ove automatske puške bile su singapurske oružane snage čiji su se vojnici suočavali s problemom korištenja oružja novog bullpup dizajna jer su bili naučeni na M16S1 klasičnog dizajna. Također, kritike kod SAR 21 su uključivale:
- nespretan položaj okvira i poteškoće promjene istog što je zahtijevalo veće korištenje ruku zbog bullpup oblika,
- nespretan položaj selektora paljbe za razliku od M16S1,[9]
- teže okidanje okidača u odnosu na M16S1,
- težina samog oružja,
- jaki zvučni prasak prilikom paljbe koji je zbog bullpup dizajna bliži vojnikovim ušima,
- puška je konstruirana da je mogu koristiti samo dešnjaci dok se ljevoruki vojnici moraju privikavati na korištenje desnom rukom,
- čelični ciljnik se lako može istrgnuti u slučaju pada puške,
- nedostatak unutarnjeg osvjetljenja optike.

Neke od tih kritika su utjecale na dizajnerske izmjene u kasnijoj serijskoj proizvodnji:
- problem zamjene okvira je riješen treninzima vojnika u kojima su uvježbani da uvijek drže pištoljski rukohvat jačom rukom. Na taj način se zamjena okvira obavlja slabijom rukom,
- čelični ciljnik je zamijenjen većim i čvršćim.

Kao sigurnost vojnika, postavljena je patentirana kevlarska oplata na lijevoj strani puške što je učinkovita zaštita vojnika od eksplozije unutar cijevi jer se njena snaga preusmjerava na desnu stranu. Međutim, ta sila može uzrokovati ozbiljne ozljede ako se netko nađe s desne strane. Također, u slučaju da se puška koristi preko lijevog ramena, potencijalna eksplozija može uzrokovati ozljede lica. Zbog toga su ljevoruki vojnici zbog mjere sigurnosti, naučeni da pucaju s desnog ramena.
Isto tako, SAR 21 je dizajniran s malim limenim nastavkom koji prilikom paljbe preusmjerava čahure prema naprijed. Time se smanjuje mogućnost da čahura pogodi vojnika u lice.
ST Kinetics je uzeo sve postojeće nedostatke u obzir te je unaprijedio postojeći SAR 21. Tako je na singapurskom airshowu 2010. predstavljen prototip naziva SAR 21A a proizvodnja je započela 2011.

## Inačice
- SAR 21 Light Machine Gun (LMG): laka strojnica temeljena na SAR 21. Opremljena je s dvonošcem a njena dužina cijevi iznosi 513 mm.[1]
- SAR 21 Sharpshooter: od osnovnog modela se razlikuje po tome što ima optički ciljnik od 3x umjesto standardnog 1,5x. Sam ciljnik u sebi ima crnu svjetlosnu boju koja olakšava strijelcu ciljanje noću.[3][7]
- SAR 21 Grenade Launcher (GL): automatska puška opremljena s domaćim CIS 40 GL ili američkim M203 bacačem granata.[3][8]
- SAR 21 P-rail: model s picatinny šinama smještenim na mjestu gdje se montira optika.[3][8]
- SAR 21 Modular Mounting System (MMS): s ovog modela je uklonjen integralni optički ciljnik kako bi se stvorio prostor za ugradnju ostale taktičke opreme, npr. baterija, refleksne optike i sl. Identičan je s SAR 21 P-rail inačicom uz izuzetak kraće cijevi.[3][8]
- SAR 21 Light Weight Carbine: laka karabinska inačica razvijena u suradnji s tvrtkom Asian Aerospace a prikazana tijekom Azijskog sajma oružja. Kod ovog modela ugrađene su picatinny šine dok su skraćene dužine cijevi i rukohvata.[3]
- Round Corner Firing (RCF) modul: dodatak oružju koji je sličan izraelskom CornerShotu a omogućava ciljanje i pucanje po protivniku iz kutova. Može biti montiran na bilo koju inačicu SAR 21 a koristi se za operacije u urbanom okruženju.[11]
- SAR 21A: prototip koji je predstavljen na singapurskom air showu 2010. godine. Krasi ga mala težina od 3,2 kg te velika brzina paljbe od 900 metaka u min. Opremljen je s picatinny šinama a njegova serijska proizvodnja je započela 2011.

## Korisnici
- Singapur: singapurske oružane snage (primarni korisnik).[4]
- Brunej: Kraljevske brunejske oružane snage.[12]
- Indonezija: SAR 21 koristi Korps Pasukan Khas (specijalne snage indonežanskih zračnih snaga).[13]
- Maroko[13]
- Peru: specijalne vojne snage.[13]
- Tajland[13]

## Vidjeti također
- IMI Tavor TAR-21
- Vektor CR-21

## Vanjske poveznice
- SAR 21 na službenoj web stranici proizvođača ST Kineticsa  Arhivirana inačica izvorne stranice od 29. kolovoza 2016. (Wayback Machine)